# Journal of Pesticide Sciences
Journal of Pesticide Sciences – japońskie, anglojęzyczne, recenzowane czasopismo naukowe poświęcone ochronie roślin.
Czasopismo to wydawane jest przez Pesticide Science Society of Japan. Ukazuje się od 1995 roku. Wychodzi cztery razy w roku. Publikuje głównie prace poświęcone chemii stosowanej w ochronie roślin, produkcji roślin i kontroli wektorów, obejmując jej skład, metabolizm, toksykologię i wpływ na środowisko. Ponadto ukazują się w nim prace poświęcone biotechnologii i biologicznej kontroli szkodników.
W 2017 roku jego wskaźnik cytowań według Scimago Journal & Country Rank wyniósł 0,398 co dawało mu 71. miejsce wśród czasopism poświęconych naukom o owadach.